# Maria Dulęba
Maria Dulęba née le 17 octobre 1881 à Cracovie et morte le 6 mai 1959 à Varsovie est une actrice de cinéma polonaise.

## Filmographie
- 1941: Żona i nie żona
- 1933: Dzieje grzechu
- 1924: O czym się nie mówi - Gwozdecka
- 1921: Za winy brata - Helena Korycka
- 1918: Mężczyzna - Maria
- 1917: Bestia - Sonia
- 1914: Bóg wojny - Maria Walewska
- 1914: Słodycz grzechu - Dora
- 1913: Wykolejeni - Władka
- 1913: Obrona Częstochowy - Oleńka Billewiczówna
- 1912: Przesądy - comtesse Lidia
- 1911: Meir Ezofowicz

## Récompenses et distinctions
- Croix d'or du Mérite polonais (Złoty Krzyż Zasługi) en 1953.